# Olhar masculino
Na teoria feminista, o olhar masculino (em inglês: male gaze) é o ato de retratar as mulheres no mundo, nas artes visuais e na literatura a partir de uma perspectiva heterossexual masculina, ou seja, que apresenta e representa a figura da mulher como objeto sexual para o prazer do espectador homem. Nas apresentações visuais e estéticas do cinema narrativo, o olhar masculino tem três perspectivas: (i) do homem por trás da câmera, (ii) dos personagens masculinos nas representações cinematográficas do filme; e (iii) do espectador contemplando a imagem.
O olhar masculino foi um conceito desenvolvido na filosofia francesa do século XX, cuja expressão foi utilizada pela primeira vez pelo crítico de arte inglês John Berger em Ways of Seeing, uma série de televisão exibido pela emissora britânica BBC em janeiro de 1972 e, mais tarde, adaptado em livro como parte de sua análise no tratamento das mulheres como objetos no setor publicitário e nuas na pintura europeia. Tornou-se popular entre as feministas, incluindo a crítica britânica Laura Mulvey, que a usou para criticar representações da imprensa tradicional da personagem feminina no cinema, intitulando o termo.
As teorias psicanalíticas de Sigmund Freud e Jacques Lacan são fundamentais no desenvolvimento de Mulvey pela teoria do olhar masculino, pois fornecem uma lente através da qual Mulvey foi capaz de interpretar o "desejo primordial de uma aparência agradável" como uma satisfação através da experiência cinematográfica. Como forma de ver as mulheres e o mundo, as teorizações psicanalíticas do olhar masculino envolvem conceitos freudianos e lacanianos, como a escopofilia, ou o prazer de olhar. A escopofilia identifica os prazeres estéticos e sexuais derivados de olhar para alguém ou para algo.
O olhar masculino é, conceitualmente, um contraste do olhar feminino.

## Contexto

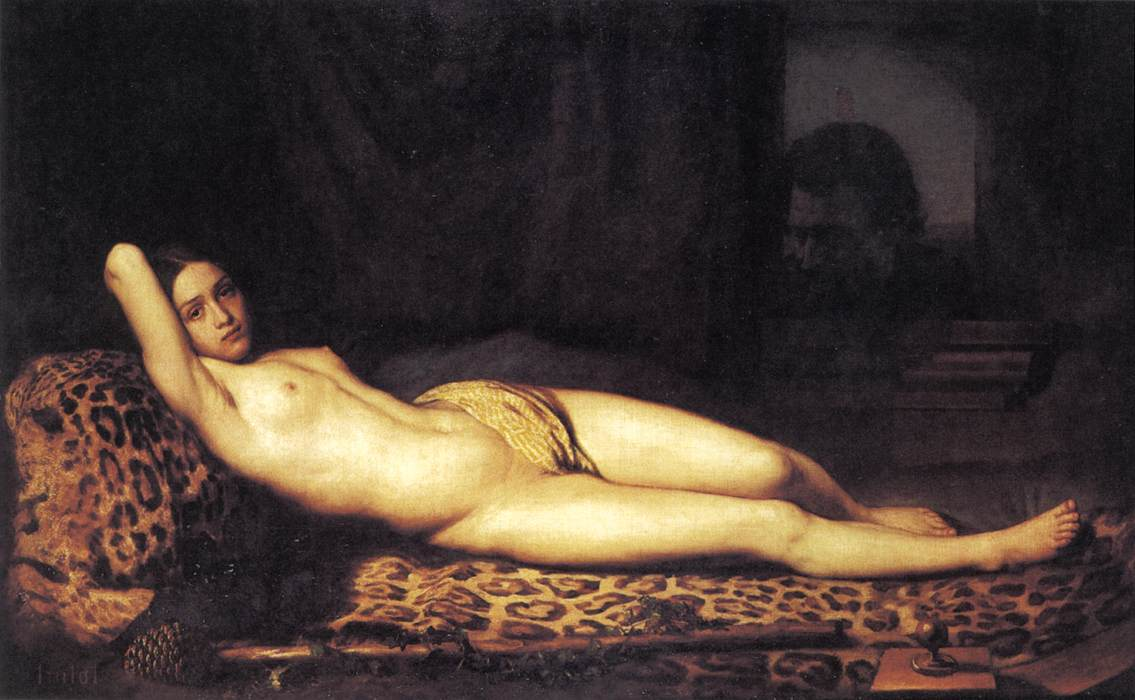
Garota Nua em Pele de Pantera (1844) de Félix Trutat mostra uma mulher nua reclinada sendo observada, desproporcionalmente, por um rosto masculino grande na janela de seu quarto; a pintura "exemplifica poderosamente" o conceito do olhar masculino.

O filósofo existencialista francês Jean-Paul Sartre introduziu o conceito do olhar em O Ser e o Nada (1943), em que o ato de olhar para outro ser humano cria uma diferença subjetiva de poder que é sentida para quem está sendo observado, isto é, a pessoa que está sendo vista é percebida como um objeto, não como um ser humano. O conceito cinematográfico do olhar masculino é apresentado, explicado e desenvolvido no ensaio Visual Pleasure and Narrative Cinema (1975), em que Laura Mulvey propõe essa desigualdade sexual — a assimetria do poder social e político entre homens e mulheres — é uma força social controladora nas representações cinematográficas de homens e mulheres; e que o olhar masculino (o prazer estético do espectador masculino) é uma construção social derivada das ideologias e discursos do patriarcado. Nos campos dos estudos de mídia e da teoria de filmologia feminista, o olhar masculino está relacionado, conceitualmente, aos comportamentos do voyeurismo (olhar com prazer sexual), escopofilia (prazer de olhar o próximo), e narcisismo (prazer com si próprio).
Outra parte importante da teoria de Mulvey se baseou no conceito psicanalítico freudiano de ansiedade de castração masculina, ou seja, como a mulher não tem falo, sua presença evoca desagrado no inconsciente masculino. A fim de mitigar este desconforto, Mulvey teoriza que as mulheres são transformadas em recipientes passivos de objetificação masculina nas representações da mídia. A mera presença de um corpo feminino na tela, "sua falta de pênis, [implica] uma ameaça de castração e, portanto, desprazer", que é subvertida pela supersexualização de sua feminilidade. Para Mulvey, há duas maneiras pelas quais as mulheres, como recipientes passivos do olhar masculino, podem ser sexualizadas para evitar o medo da castração: voyeurismo-sadismo e fetichização. Na análise de Mulvey, o voyeurismo-sadismo faz referência que "o prazer reside em determinar a culpa (imediatamente associada à castração), está no controle e sujeitar a pessoa culpada por meio de punição ou perdão", que foi observada por Mulvey para se alinhar mais com uma estrutura cinematográfica narrativa do que a fetichização da escopofilia. A escopofilia fetichista envolve a redução da ameaça de medo de castração associada à presença feminina, fragmentando e hipersexualizando partes do corpo feminino.
Em um filme narrativo, a perspectiva visual do olhar masculino é a linha de visão da câmera como perspectiva do espectador — de um homem heterossexual cuja visão está ligada às características do corpo de uma mulher. Neste cenário, o olhar masculino geralmente exibe a personagem feminina (mulher, menina, criança) em dois níveis de erotismo: (i) como um objeto erótico de desejo pelos personagens da história filmada; e (ii) como um objeto erótico de desejo pelo espectador masculino (espectador) da história filmada. Tais visualizações estabelecem os papéis de homem dominante e mulher dominada, representando a mulher como um objeto passivo para o olhar masculino do espectador ativo. O emparelhamento social do objeto passivo (mulher) e do espectador ativo (homem) é uma base funcional do patriarcado, ou seja, são gêneros culturalmente reforçados na estética (textual, visual, representacional) do cinema comercial convencional; cujos filmes caracterizam o olhar masculino como mais importante do que o olhar feminino, uma escolha estética baseada na desigualdade de poder sociopolítico entre homens e mulheres.
Como base ideológica do patriarcado, a desigualdade sociopolítica é realizada como um sistema de valores, pelo qual as instituições criadas por homens (cinema, publicidade, moda) determinam, unilateralmente, o que é "natural e normal" na sociedade. Com o tempo, as pessoas de uma sociedade acreditam que os valores artificiais do patriarcado, como sistema social, são a ordem "natural e normal" das coisas na sociedade, porque os homens olham para as mulheres e as mulheres são vistas pelos homens; portanto, a hierarquia ocidental de "mulheres inferiores" e "homens superiores" deriva da representação errônea de homens e mulheres como oponentes sexuais, e não pela igualdade de gênero.

## A imagem da mulher nua
Na série televisiva e no livro Ways of Seeing (1972), no qual o termo foi usado pela primeira vez, o crítico de arte John Berger abordou a objetificação sexual da mulher nas artes e na publicidade ao enfatizar que os homens "olham" e as mulheres "são vistas" como sujeitos de imagens. Para os propósitos da arte como espetáculo, os homens agem e as mulheres são atuadas de acordo com as condições sociais de espectador, determinadas pelas convenções artísticas e estéticas da objetificação, quais artistas não transcenderam.
No gênero da renascença nua, a mulher — que é o sujeito da arte — está ciente de ser observada, seja pelos outros da imagem ou pelo espectador que está olhando para o sujeito da pintura. Berger analisa duas das pinturas de Tintoretto, Susanna e os Anciões, uma história de uma mulher falsamente acusada de adultério depois que dois homens se descobrem no ato de espioná-la enquanto ela toma banho. Na primeira, ela "olha para nós olhando para ela". No segundo ela está se olhando no espelho e assim se juntando a nós e aos mais velhos como espectadora de si mesma. A falta de angústia e até indiferença de Susanna ao ser observada nua e ambas as pinturas e outras por artistas do sexo masculino foi contrastada com a clara angústia demonstrada na representação da mesma cena por Artemisia Gentileschi, uma artista feminina, cuja Susanna mostra que está claramente angustiada ao ser observada por dois homens.
Na produção da arte, as convenções da representação artística conectam a objetificação de uma mulher, pelo olhar masculino, à teoria lacaniana da alienação social — a divisão psicológica que ocorre ao se ver como alguém é e ao ver a si mesmo como uma representação idealizada. Na Pintura da Renascença Italiana, especialmente no gênero de mulheres nuas, essa divisão perceptiva surge de ser tanto o espectador quanto o visto, e de se ver através do olhar de outras pessoas.

## Efeitos do olhar masculino
De acordo com Calogero, as pesquisas mostraram que o olhar masculino pode ter efeitos prejudiciais sobre a autoestima e a auto-objetificação das mulheres, levando ao aumento da vergonha corporal e a um estado mental agravado. Para a maioria das mulheres, não é uma interação física com um homem que causa sentimentos internalizados de auto-objetificação e estados mentais negativos, mas está simplesmente antecipando ser o sujeito do olhar masculino. Não é apenas um estado mental agravado e auto-objetificação que é um efeito potencial do olhar masculino, mas também sentimentos de ansiedade sobre o físico e a forma do corpo.

## Conceitos

### Escopofilia
Duas formas de olhar masculino são baseadas no conceito freudiano de escopofilia, o "prazer associado à atração sexual (voyeurismo ao extremo) e o prazer escopofílico que está ligado à identificação narcísica (a introjeção do ego ideal)", que mostram como as mulheres foram obrigadas a ver o cinema sob as perspectivas (sexual, estética, cultural) do olhar masculino. Nessas representações cinematográficas, o olhar masculino nega a agência e a identidade humana da mulher, desumanizando uma mulher, transformando-a de pessoa em objeto, para ser considerada apenas por sua beleza, físico, e atração sexual, conforme definido na fantasia sexual masculina do cinema narrativo.

### Espectador

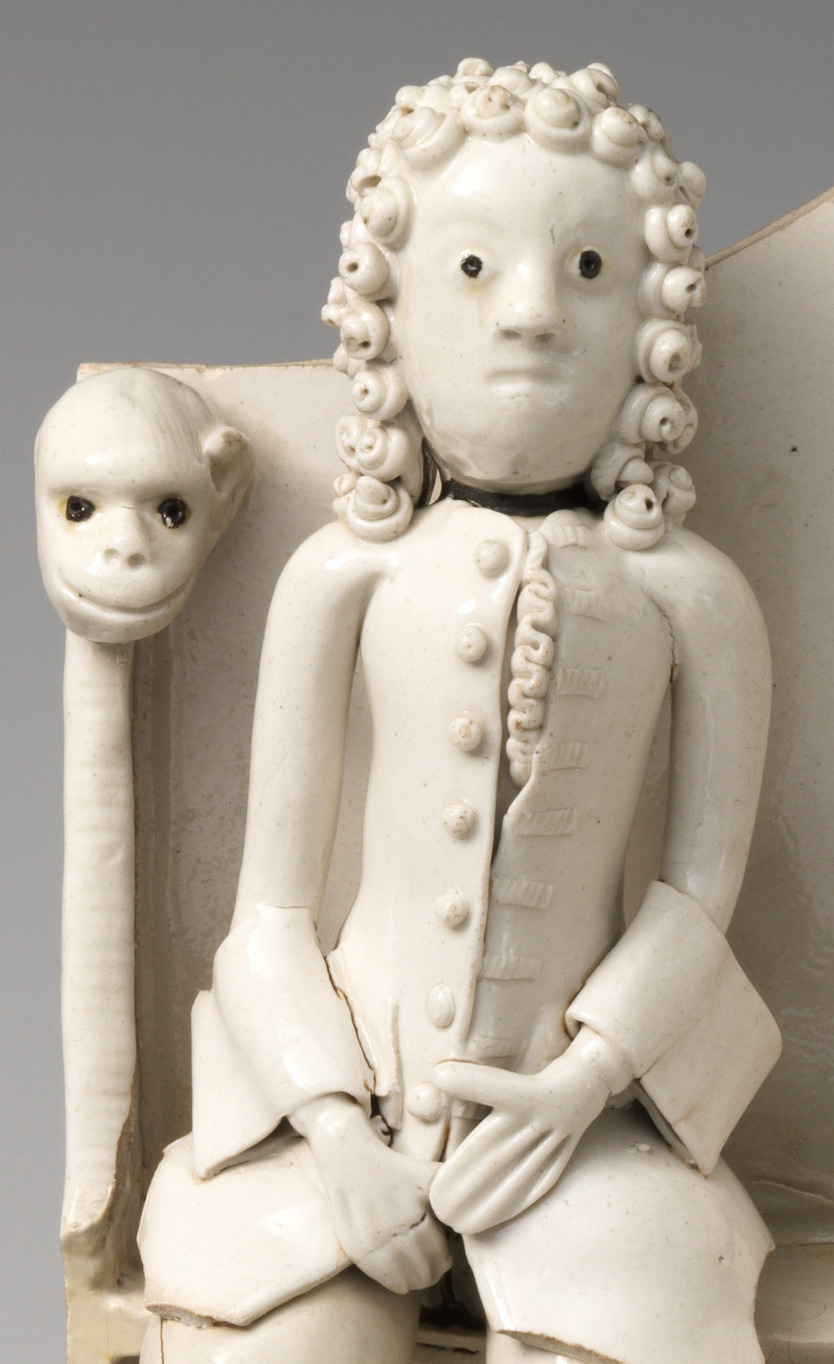
Exemplo de olhar masculino, registrado na década de 1740

Existem dois tipos de espectadores ocorrem durante a exibição de um filme, em que o espectador se envolve inconscientemente ou conscientemente nos papéis sociais típicos e atribuídos de homens e mulheres. Em relação ao falocentrismo, um filme pode ser visto da perspectiva de "três olhares diferentes": (i) o primeiro olhar é o da câmera, que grava os eventos do filme; (ii) o segundo olhar descreve o ato quase voyeurista do público ao ver o filme propriamente dito; e (iii) o terceiro olhar é o dos personagens que interagem entre si ao longo da história filmada. A perspectiva comum aos três tipos de olhares passa a ideia de que olhar geralmente é visto como o papel ativo do homem, enquanto que ser olhado, é percebido como o papel passivo da mulher. Portanto, com base nessa construção patriarcal, o cinema apresenta e representa as mulheres como objetos de desejo, em que as personagens femininas têm uma "aparência codificada por forte impacto visual e erótico"; sendo assim, a atriz nunca pretende representar uma personagem feminina decisiva cujas ações afetam diretamente o resultado da trama ou impelem os eventos da história filmada, muito pelo contrário, ela está no filme para apoiar visualmente o ator, retratando o protagonista masculino por "carregar o ônus da objetificação sexual", uma condição psicologicamente insuportável para o ator masculino.
Uma mulher sendo o objeto passivo do olhar masculino é o elo da escopofilia, com o prazer estético derivado de olhar para alguém como um objeto de beleza. Como expressão da sexualidade humana, a escopofilia refere-se ao prazer (sensual e sexual) derivado de observar fetiches e fotografias sexuais, pornografia e corpos nus, etc. Existem duas categorias de visualização agradável: (i) voyeurismo, em que o prazer do espectador é olhar para outra pessoa à distância, e ele ou ela projeta fantasias, geralmente sexuais, no olhar para a pessoa; e (ii) narcisismo, em que o prazer do espectador está em autorreconhecimento ao ver a imagem de outra pessoa. Esses conceitos de voyeurismo e narcisismo se traduzem em conceitos psicanalíticos de libido de objetos e libido do ego, respectivamente. Mulvey teoriza que, para que as mulheres desfrutem de cinema, elas devem aprender a se identificar com o protagonista masculino e assumir sua perspectiva, o olhar masculino. No gênero de filmes de ação, o dramaturgo Wendy Arons disse que a hipersexualização de personagens femininas diminui simbolicamente a ameaça de emasculação representada por mulheres violentas, portanto, "O foco no corpo [da mulher] — como um corpo em exibição ostensiva de seios, pernas e nádegas — atenua a ameaça que as mulheres representam para 'o próprio tecido de... sociedade', ao tranquilizar o espectador [masculino] de seu privilégio masculino, como posse do olhar de objetificação [masculino]".

### O olhar feminino
O olhar feminino é conceitualmente semelhante ao olhar masculino; isto é, quando as mulheres assumem o olhar masculino, elas veem outras pessoas e a si mesmas, da perspectiva de um homem. O olhar masculino é uma manifestação de poder social desigual, entre o homem que olha e a mulher que está sendo observada; e também é um esforço social consciente ou subconsciente para desenvolver a desigualdade de gênero a serviço de uma ordem sexual patriarcal. Diante desta perspectiva, uma mulher que acolhe a objetificação sexual do olhar masculino pode ser vista como conforme às normas sociais estabelecidas para o benefício dos homens, reforçando assim o poder objetivador do olhar masculino sobre a mulher; ou, ela pode ser vista como uma mulher exibicionista, aproveitando social a objetificação sexual inerente ao olhar masculino, a fim de manipular as normas sexistas do patriarcado em seu benefício pessoal.
Num ensaio de 1983 intitulado Is the Gaze Male, Kaplan afirma que "os homens não olham simplesmente; seu olhar carrega consigo poder de ação e posse que falta no olhar feminino". Nas palavras de Kaplan, "o olhar não é necessariamente masculino (literalmente), mas possui e ativa o olhar, dada a nossa linguagem e a estrutura da inconsciência, é estar na posição masculina". Nessa perspectiva, as personagens femininas cinematográficas podem assumir o olhar masculino, subvertendo as figuras masculinas para uma posição submissa e objetificada; porém, Kaplan observa que, ao fazê-lo, é provável que a personagem feminina perca todas as suas características tradicionalmente femininas. Portanto, o grau em que as mulheres praticam o olhar masculino são masculinizadas, demonstrando a rigidez dos papéis e as características de gênero associadas nas representações da mídia sobre relacionamentos românticos heterossexuais.
No ensaio de Mulvey, ela aplica a perspectiva lacaniana de que uma libido do ego (o prazer em olhar extraído do desejo de se identificar com o objeto do olhar) impede que personagens masculinos sejam objetificados pelo olhar dominado pelo público masculino porque "o homem reluta em olhar para o exibicionista". A rigidez pela qual o olhar masculino é definido de acordo com as linhas de gênero e sexualidade submete apenas as personagens femininas a uma posição permanentemente passiva, no qual ser observada é seu papel principal no cinema. Ao descrever as relações entre os personagens do romance Wide Sargaso Sea (1966), de Jean Rhys, Nalini Paul disse que quando o personagem de Antoinette olha para Rochester, e coloca uma guirlanda sobre ele, ela o faz parecer heroico, mas: "Rochester não se sente confortável em ter esse papel imposto; assim, ele o rejeita removendo a guirlanda, e esmagando as flores. Do ponto de vista masculino, um homem possui o olhar porque é homem, enquanto uma mulher só possui o olhar quando assume o papel de homem, e, portanto, possui o olhar masculino quando ela objetifica outras pessoas, olhando-as como faria um homem.
Eva-Maria Jacobsson concorda com a descrição de Paulo do olhar feminino como "uma mera identificação cruzada com masculinidade"; no entanto, as evidências da objetificação sexual feminina dos homens — a existência de um olhar discreto das mulheres — podem ser encontradas nos anúncios de brinquedos para meninos em revistas para adolescentes. Apesar da afirmação de Mulvey de que "o olhar" é uma propriedade de um gênero ou se o olhar feminino é apenas um olhar masculino internalizado permanece indeterminado. "Primeiro, que o artigo de 1975 Visual Pleasure and Narrative Cinema foi escrito como polêmica e, como Mandy Merck descreveu, como manifesto; então eu não tinha interesse em modificar o argumento. Claramente, penso, em retrospecto, de uma perspectiva mais sutil, [o artigo é] sobre o inescapável olhar masculino." Além disso, na dinâmica de poder das relações humanas, o jogador pode contemplar membros do mesmo gênero por razões assexuais, como comparar a imagem corporal e as roupas do jogador com o corpo e as roupas da pessoa que está olhando.
O olhar também é um assunto contestado do romance de Emily Brontë, Wuthering Heights, pois o estilo narrativo e os personagens do romance assumem o olhar masculino de diferentes maneiras. O romance é narrado por Lockwood, incorporando "o narrador como voyeur se defendendo da ameaça do feminino objetivando uma mulher, contando sua história, anotando-a em seu diário, e buscando dessa maneira oblíqua torná-lo – e ela – seu". A personagem de Catherine também exibe o que os teóricos conceituaram como o olhar feminino e "ao assumir o papel de espectadora, ela busca uma posição 'masculina' que, por ser mulher, redefine-a como uma 'monstra' ou 'bruxa'". Há também o personagem de Heathcliff, que é o grande amor da vida de Catherine, e "através de Heathcliff, então, Wuthering Heights sugere que o olhar da mulher como objeto da percepção masculina é simultaneamente temido e desejado, ou seja, desejado porque oferece a possibilidade de perda de totalidade e temido porque insiste que o sujeito não é inteiro, pois totalidade foi realmente perdida". No geral, o romance Wuthering Heights brinca com as diferentes dimensões em que o olhar masculino se manifestava, entre personagens e entre o narrador da história e os personagens.

## Críticas

### Rejeição

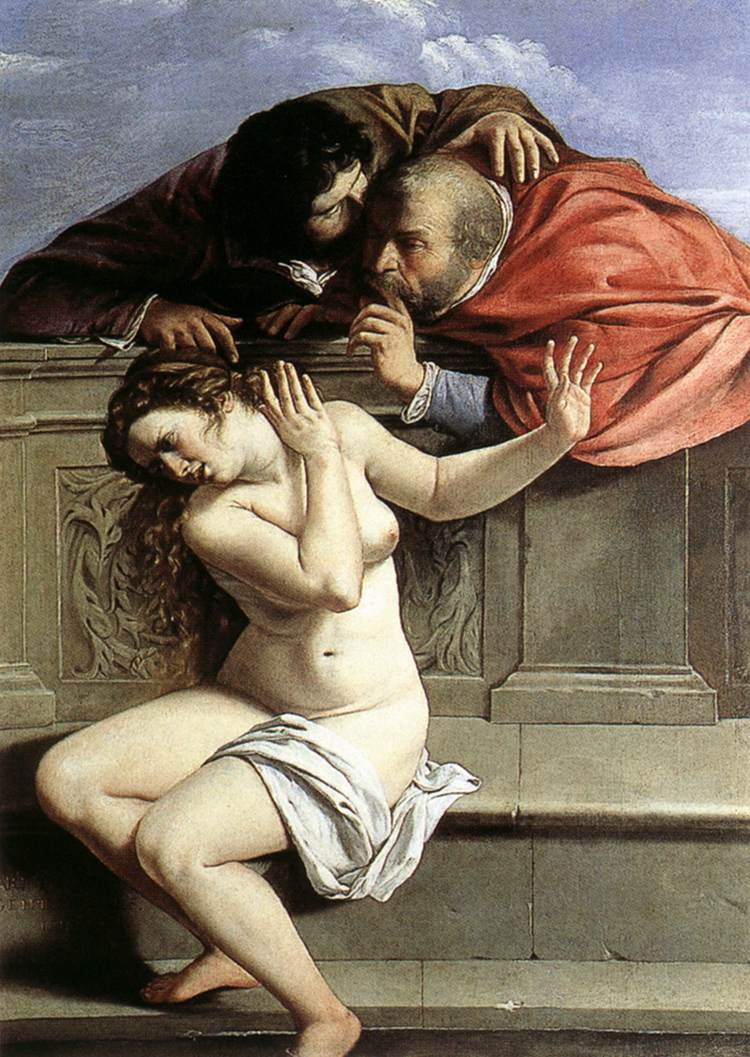
Suzana e os Anciões, obra de Artemisia Gentileschi, mostra Suzana angustiada por estar sendo observada.

A acadêmica feminista Camille Paglia rejeitou o conceito de olhar masculino cinematográfico: 
A partir do momento em que o feminismo começou a solidificar sua ideologia no início dos anos 70, Hitchcock tornou-se um bode expiatório da teoria feminista. Eu tenho falado muito sobre minha oposição à teoria simplista do "olhar masculino" que está associada a Laura Mulvey (e da qual ela mesma se afastou um pouco) e que assumiu os estudos feministas de cinema em um grau vampírico nos últimos 25 anos. A ideia de que um homem olhando ou um diretor filmando uma bela mulher a torna um objeto, a torna passiva sob o olhar masculino que busca o controle sobre a mulher transformando-a em mera matéria, em "carne" - acho que isso foi um completo absurdo desde o início. Foi formulado por pessoas que nada sabiam sobre a história da pintura ou escultura, a história das artes plásticas. Era uma teoria a priori: primeiro havia ideologia feminista, afirmando que a história não passa de opressão masculina e vitimização feminina, e então veio essa teoria - a "vítima" modelo de feminismo aplicado por atacado a obras de cultura.

### Olhar matricial
Bracha Ettinger criticou o olhar masculino com o olhar matricial, que fica inoperante quando o olhar masculino é oposto ao olhar feminino, em que ambas as perspectivas se constituem por falta, que é a definição lacaniana de "O olhar". O olhar matricial não diz respeito a um sujeito e seu objeto existente ou ausente, mas diz respeito à "subjetividade trans" e o compartilhamento, e é baseado na diferença matrixial feminina, que escapa à oposição fálica do masculino-feminino e é produzido pelo coemergência. Partindo do último trabalho de Lacan, a perspectiva de Ettinger é sobre a estrutura do sujeito lacaniano, que é desconstruída e, portanto, produz uma perspectiva de dimensão feminina com um híbrido, olhar matricial flutuante.
A teoria de Anne Kaplan também sugere que o olhar masculino constrói o feminino falsamente hipersexualizado, a fim de descartar o feminino sensual na qual todas as pessoas estão conectadas através de seu relacionamento inato com uma figura materna. Kaplan afirma que "o domínio das mulheres pelo olhar masculino faz parte da estratégia dos homens de conter a ameaça que a mãe representa, e controlar os impulsos positivos e negativos que os traços de memória de ser mãe deixaram na inconsciência masculina", embora ela também teorize que o olhar mútuo que não busca subordinação ou dominação do espectador ou de quem está sendo observado se origina no relacionamento de mãe e filho.

### O olhar feminino
A analista cultural Griselda Pollock disse que o olhar feminino pode ser visualmente negado; usando o exemplo da fotografia de Robert Doisneau, Sidelong Glance (1948), Pollock descreve um casal burguês de meia idade vendo obras de arte na vitrine de uma galeria de arte. Na fotografia, a perspectiva do espectador é de dentro da galeria de arte. O casal está olhando em direções diferentes daquela do espectador. A mulher está falando com o marido sobre uma pintura em que está olhando, enquanto o marido distraído está olhando para a pintura de uma mulher nua, que também está na vista do espectador. A mulher está olhando para outra obra de arte, que não está à vista do espectador. O olhar do homem encontrou alguém mais interessante para se olhar, ignorando o comentário de sua esposa. A análise de Pollock da fotografia de Sidelong Glance é a seguinte: "Ela [a esposa] é contrastada, iconograficamente, com a mulher nua. Ela é negada a imagem de seu desejo; o que ela olha está em branco para o espectador. Ela é negada como objeto de desejo, porque é representada como uma mulher que olha ativamente, em vez de [como uma mulher passivamente] retornar e confirmar o olhar do espectador masculino."
Em Watching the Detectives: The Enigma of the Female Gaze (1989), Lorraine Gamman disse que o olhar feminino se distingue do olhar masculino através do deslocamento do poder da escopofilia, o que cria a possibilidade de múltiplos ângulos de visão, porque "o olhar feminino coabita o espaço ocupado pelos homens, em vez de se divorciar inteiramente dele"; portanto, o olhar feminino não se apropria o "voyeurismo" do olhar masculino, porque seu objetivo é interromper o poder falocêntrico do olhar masculino, fornecendo outros modos de olhar para alguém.
O ensaio de Mary Anne Doane, de 1982, Film and the Masquerade: Theorising the Female Spectator continua uma análise do olhar masculino na teoria feminista do cinema, destacando como a teoria psicanalítica, especificamente a de Freud, descontou a importância da espectadora porque "muito perto de si mesma, enredada em seu próprio enigma, ela não podia recuar, não conseguia alcançar a distância necessária de um segundo olhar. Doane também aprofundou a compreensão dos olhares voyeurísticos ou fetichistas para implicar uma "transgressão agradável" da aparência, que depende muito da proximidade espacial do espectador com o espectado. Ao criar intencionalmente espaço entre o sujeito (espectador) e o objeto (tela), o olhar masculino perpetua uma "busca infinita de um objeto ausente". Essa proximidade espacial distanciada é negada à espectadora, por haver um "masoquismo de super identificação ou o narcisismo que implicava em se tornar o próprio objeto de desejo", o oposto do que Mulvey propôs, impedindo que os homens fossem objetivados pelo olhar cinematográfico. Doane conclui que as espectadoras têm duas opções, ou o que ela chamou de "metáfora travesti": para se identificar com as posições passivas, as personagens femininas estão sujeitas na representação cinematográfica do olhar masculino, ou identificar-se com a posição masoquista do olhar masculino como uma espécie de desafio às suposições patriarcais que definem a feminilidade como uma proximidade.
Em "Networks of Remediation" (1999), Jay David Bolter e Richard Grusin disseram que o olhar masculino de Mulvey coincide com "o desejo de imediatismo visual" — o apagamento do meio visual para interação desinibida com a pessoa retratada - que é identificada na teoria feminista do cinema como a "desejo masculino que assume um significado sexual manifesto quando o objeto da representação e, portanto, do desejo, é uma mulher. Bolter e Grusin propuseram que o termo hipermediação — chamando a atenção do espectador para o meio (ou mídia) e para o processo de mediação presente em uma obra de arte — fosse uma forma de olhar feminino, porque "é múltiplo e desviante em sua sugestão de multiplicidade - uma multiplicidade de posições de visualização e uma multiplicidade de relacionamentos com o objeto em vista, incluindo objetos sexuais"; assim, como o olhar feminino, a hipermediação atrapalha o olhar masculino míope e monolítico, oferecendo mais ângulos de visão.
O fotógrafo Farhat Basir Khan disse que o olhar feminino é inerente às fotografias tiradas por uma mulher, cuja perspectiva nega o estereótipo da perspectiva do olhar masculino inerente às fotografias "construídas por homens", que, na história da arte, apresentaram e representaram as mulheres como objetos, e não como pessoas. O olhar feminino foi o tema da exposição Feminigraphy, com curadoria de Khan, no Centro Nacional de Artes Indira Gandhi (IGNCA), em janeiro de 2017.
Como parte da feminização do olhar masculino, muitos estudiosos se referem ao que é conhecido como teoria da Medusa, ou a ideia de que as mulheres que assumem o olhar feminino são caracterizadas como monstros perigosos, para os homens, tanto desejam quanto temem um olhar que os objetifique da maneira como um olhar masculino reduz a mulher a um mero objeto. A peça de 1990 da estudiosa Susan Bower, Medusa and the Female Gaze, examina mais profundamente esse fenômeno, que começa quando a mulher que vê que está sendo vista (pelo olhar masculino) desconstrói e rejeita sua própria objetificação. Um aspecto crucial do olhar masculino parece ser sua existência moderada e inquestionável, pois o olhar feminino atrapalha quando as mulheres se reconhecem como objeto e se recusam a aceitar essa posição retornando um olhar igualmente objetivador. Bowers usa o exemplo da ilustração de George Grosz, Sex Murder on Ackerstrasse (Lustmord in der Ackerstrasse), para demonstrar como "sem cabeça, a mulher no desenho não pode ameaçar nem o homem com ela nem o espectador masculino com sua própria subjetividade". Seu corpo mutilado é um símbolo de como os homens foram capazes de lidar com as mulheres, relegando-as à objetividade visual". Deste modo, assim como na Medusa requer o desmembramento violento da cabeça das mulheres – simbolizando sua capacidade de retornar um olhar igualmente objetivador ao caráter masculino – a fim de subjugar o olhar feminino às normas heteropatriarcais aceitáveis.

### A teoria do olhar de oposição
No ensaio The Oppositional Gaze: Black Female Spectators (1997), bell hooks argumenta que as mulheres negras são colocadas fora do "prazer em olhar" ao serem excluídas como sujeitos do olhar masculino. Além da exclusividade do sexo e da sexualidade como significantes da diferença, hooks aborda que a teoria do olhar de oposição como poder na aparência também é definida ao longo das linhas de raça. Ao interpretar o ensaio de Laura Mulvey, intitulado "Visual Pleasure and Narrative Cinema" (1975), hooks afirma que "do ponto de vista que reconhece a raça, vê-se claramente por que as mulheres negras, não enganadas pelo cinema convencional, desenvolveriam um olhar de oposição" ao olhar masculino. Em relação ao estádio do espelho de Lacan, enquanto uma criança desenvolve a capacidade de autorreconhecimento e, portanto, o ego ideal, o olhar de oposição funciona como uma forma de olhar para trás, em busca do corpo feminino negro dentro da idealização cinematográfica da feminilidade branca.
Na visão de hooks, a espectadora negra identifica "nem com o olhar falocêntrico e nem com a construção da feminilidade branca em falta" e, por esta razão, "espectadores negros críticos constroem uma teoria das relações do olhar em que o prazer visual cinematográfico é o prazer do interrogatório". Esse prazer de interrogatório decorre de uma reação à representação cinematográfica que "negou o 'corpo' da mulher negra, a fim de perpetuar a supremacia branca e, com ela, uma espectadora falocêntrica, onde a mulher a ser observada e desejada é branca". Através de uma perspectiva que explica a diferença dos significantes que estão fora da exclusividade das linhas de sexo e sexualidade anteriormente perpetuadas, isto é capaz de curar um prazer inteiramente orgânico em olhar, não associado à escopofilia originalmente delineada por Mulvey.
No contexto da teoria feminista, a ausência da discussão sobre relações raciais, dentro de uma "categoria total feminina", é um processo de negação que refuta a realidade de que as críticas de muitas feministas em relação a obra dizem respeito apenas à apresentação e representação cinematográfica de mulheres brancas. Ao ser entrevistada por hooks, uma mulher negra da classe trabalhadora afirmou "ver mulheres negras na posição de mulheres brancas que ocuparam o filme para sempre...", é ver uma transferência sem transformação; portanto, a teoria do olhar de oposição abrange resistência intelectual, compreensão e conscientização da política da raça e do racismo através da cinematografia branca, inclusive do olhar masculino.

### O olharQueer
Muitas teorias do olhar masculino permaneceram dentro do paradigma heteropatriarcado, referente apenas às relações sexuais entre homens e mulheres, mas acadêmicos como Karen Hollinger estenderam a teoria do olhar para incluir uma representação cinematográfica queer, como a conceituação de um olhar lésbico. Hollinger conceitua o olhar lésbico como um olhar mútuo estendido entre duas mulheres, tornando nem o objeto e o sujeito do olhar. A ausência de uma presença masculina heterossexual para permitir um olhar masculino controlador dentro do gênero de filmes lésbicos começa a desmantelar a hegemonia patriarcal perpetuada pelo olhar masculino. O olhar feminino também é desenvolvido na teoria do olhar lésbico, onde as lésbicas cinematográficas são "simultaneamente sujeitas ao objeto do olhar e, consequentemente, do desejo feminino". Isso é especialmente evidente no que Hollinger faz referência como "cinema lésbico ambíguo", onde "a orientação sexual de suas personagens femininas nunca é explícita, e os espectadores são deixados a ler o texto em grande parte como desejarem ", impedindo a fetichização da identidade lésbica por telespectadores heterossexuais, obscurecendo a linha entre as relações plutônicas e platônicas entre as mulheres.
Outra acadêmica, Danielle Lefebvre, sugeriu que há um certo grau de afirmação encontrado na manifestação cotidiana do olhar masculino para mulheres trans. Lefebvre afirma que "quando o olhar masculino diz que a identidade de uma pessoa já está definida, pode ser uma motivação continuar e, consistentemente, se conformar com o gênero correto para evitar danos por não estar em conformidade". Manifestações do olhar masculino podem ser traduzidas para mulheres trans cujo desempenho de gênero da feminilidade ganha aceitação quando é submetido à posição objetificada do feminino por um público masculino.
Alguns acadêmicos também levantaram a hipótese de que o olhar masculino cinematográfico atua como uma "válvula de segurança para tensões homoeróticas," onde essas tensões sexuais são projetadas em personagens femininas como uma negação do homoerotismo masculino em gêneros populares, como filmes de ação ou comédias de amigos. Um desses acadêmicos, Patrick Shuckmann, descobriu que a teoria do olhar homoerótico reformula a objetificação feminina na relação do personagem masculino com a existência de personagens femininos, ou seja, uma alternativa sobre a qual o homoerotismo pode ser redirecionado para longe das relações da figura masculina. Em outras palavras, as mulheres no cinema não são apenas objetos de desejo, são objetos de desejo deslocado. Demonstrar que o objetivo das mulheres na tela é validar a heterossexualidade, em um contexto em que ela é subvertida por imagens homoeróticas, Shuckmann introduz três contextos de enredo em que o olhar masculino é crucial para deserotizar as relações de caráter masculino na tela. O primeiro, é um filme de ação em que dois homens estão envolvidos em combates próximos, onde o contato físico homoerótico é reprimido pela violência e o olhar masculino que objetifica as mulheres se tornam uma "válvula de segurança" para conflito homoerótico. A segunda trama descreve o gênero de filme de amigos, onde a tensão homoerótica é inteiramente reconhecida em piadas aludidas, mas negado através de uma objetificação de olhar masculino da relação heterossexual homem-mulher que qualquer personagem masculino possui. Por fim, existe o gênero de enredo bom versus mau, onde dois homens compartilham uma fixação homoerótica obsessiva e limítrofe entre si, enquanto se procuram repetidamente. Esse gênero normalmente é complementado por uma figura feminina marginal que não serve a nenhum outro propósito de trama além de afirmar a heterossexualidade. O filme Point Break é um exemplo do terceiro gênero de enredo e fornece contexto para a análise do olhar masculino como uma ferramenta para subverter o homoerotismo masculino reprimido na tela.